# Jeanne Haze
La bienheureuse Jeanne Haze (en religion: Marie-Thérèse Haze), née à Liège en Belgique le 17 février 1782 et morte dans la même ville le 7 janvier 1876  est une religieuse belge, fondatrice de la congrégation religieuse des Filles de la Croix.
Elle a été béatifiée le 21 avril 1991, à Rome.

## Biographie
Fille du secrétaire du dernier prince-évêque de Liège, Jeanne Haze naît à Liège le 17 février 1782 et reçoit de ses parents une éducation chrétienne. La grave désorganisation sociale engendrée par la Révolution française et ses conséquences à Liège, avec son cortège de détresses humaines et sociales, la conduisent, ainsi que sa sœur Fernande, à s’occuper des pauvres et des enfants abandonnés de la ville.
Les lois antireligieuses du début du XIXe siècle ne leur permettant pas de suivre la voie d'une vocation religieuse traditionnelle, les deux sœurs s’organisent à domicile, en groupe de piété.

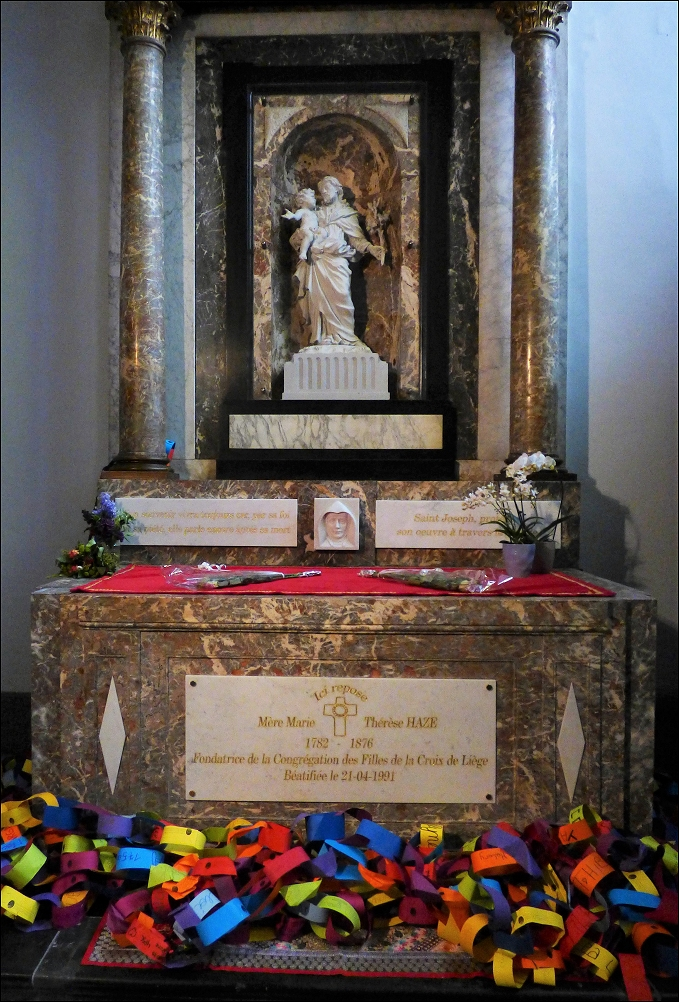
Autel et reliques de la bienheureuse, dans la cathédrale de Liège

En 1824, il leur est demandé de prendre en charge une école se trouvant dans la paroisse Saint-Barthélemy de Liège. L’entreprise est privée et discrète, l’enseignement libre étant interdit par le pouvoir hollandais. L’indépendance de la Belgique, en 1830, leur permet de faire reconnaître officiellement cette école. Avec les quelques compagnes du groupe qu’elle a formé et avec le soutien du chanoine Jean-Guillaume Habets, elle fonde une congrégation religieuse, les « Filles de la Croix ». En 1833, elle prononce ses vœux en compagnie de quelques autres religieuses.
Prenant soin des maladies à domicile, visitant les femmes incarcérées, enseignant catéchisme, broderie et autres travaux utiles aux enfants durant la journée, et s'occupant des adultes en soirée, les quelques premières religieuses commencent à être connues et attirent les générosités.
Bientôt, des fondations sont faites en Allemagne (1849), en Inde (1861) et en Angleterre (1863). La congrégation se développe tout particulièrement dans le monde anglophone.
Le 7 janvier 1876, lorsque la sœur Marie-Thérèse Haze meurt dans son couvent de Liège, à l’âge de 94 ans, la congrégation des Filles de la Croix compte plus de 90 religieuses réparties en 51 communautés.
Le 21 avril 1991, elle est béatifiée à Rome par le pape Jean-Paul II.
Le 29 avril 2017, s'opère la translation des reliques de Mère Marie-Thérèse Haze de la rue Hors-Château vers la cathédrale Saint-Paul de Liège. Elle repose désormais dans la chapelle adjacente à celle qui accueille les reliques de saint Lambert.